# Koninklijke Kasteel van Wawel
Het Koninklijke Kasteel van Wawel (Pools: Zamek Królewski na Wawelu) in het Poolse Krakau is een UNESCO-bezienswaardigheid met een totale oppervlakte van 7.040 m².

## Geschiedenis

### 7e - 15e eeuw
Tussen de 7e en 8e eeuw zijn de Wislanen begonnen om een houten fort op de Wawel te bouwen. Dit verdedigingswerk werd omringd door wallen van hout, steen en aarde. De vroegste restanten van een stenen burcht dat tijdens archeologisch onderzoek op de deze heuvel zijn aangetroffen dateren uit de 10e of 11e eeuw, een periode waarin de eerste Poolse koningen zich vestigde in Krakau. In de 12e eeuw werd hier een romaanse paleis gebouwd, dat in de 14e eeuw plaats moest maken voor een gotische kasteel. Tussen 1257 en 1300 werd het gehele complex in opdracht van Wladislaus de Korte gemoderniseerd met nieuwe verdedigingsmuren. In 1265 werd begonnen met de bouwwerkzaamheden voor het kasteel.
In 1386 werd het kasteel door het huwelijk tussen koningin Hedwig van Polen en de Litouwse prins Władysław II Jagiełło de zetel van het huis Jagiello. Na de Slag bij Tannenberg werden 51 ridders van de Duitse Orde in het kasteel gevangen gehouden.

### 16e - 19e eeuw
Tijdens de 16e eeuw liet Sigismund I van Polen het kasteel door de Italiaanse architect Bartolommeo Berrecci tot een renaissancepaleis renoveren. Sigismund II August van Polen liet de paleismuren met speciaal ontworpen, met gouddraad versierde Vlaamse tapijten (gemaakt in Brussel) decoreren. In 1595 brandde het noordoostelijke deel van het kasteel. Sigismund III van Polen was verantwoordelijk voor de herstelwerkzaamheden. Toch zijn alleen de Trappen van de Senatoren en de haard in de Vogelkamer nog overgebleven.
Sigismund III maakte in 1609 Warschau de hoofdstad van zijn koninkrijk. Dit had grote gevolgen voor het kasteel, dat in die periode verwaarloosd werd. De Zweedse invasies van 1655–1657 en 1702 droegen bij aan de verdere achteruitgang van het kasteel. In 1655 werd het kasteel namelijk door de Zweden geplunderd en in 1702 raakte het interieur zwaar beschadigd door een brand. In 1794 bezette het Pruisische leger het kasteel waarop koninklijke insignes werden gestolen. Alleen de 'Szczerbiec' is teruggevonden. Na de Derde Poolse Deling werd een groot deel van het kasteel door de Oostenrijkers gesloopt en het overgebleven gedeelte werd gemoderniseerd met nieuwe verdedigingswerken. Ook het interieur van het kasteel werd veranderd en in het tweede helft van de 19e eeuw werd het kasteel opnieuw gemoderniseerd als onderdeel van een fortensysteem rondom Krakau.

### 20e - 21e eeuw
Het kasteel is tot 1905 gebruikt als kazerne, waarna het in opdracht van Frans Jozef I van Oostenrijk is gerenoveerd. Na de Eerste Wereldoorlog werd het kasteel de officiële residentie van de gouverneur en later zelfs de president van de Nieuwe Poolse republiek. Ook werd in 1918 een deel van het kasteel tot Nationaal Museum uitgeroepen en werd een project gestart om koninklijke schatten naar het kasteel terug te halen. De architect Józef Polkowski werd ingehuurd om het kasteel opnieuw te renoveren. In augustus 1939 werden voorbereidingen getroffen om om de koninklijke schatten op geheime locaties te verbergen. Voor deze geheime operatie werden twintig speciale metalen kisten en zeven lange metalen cilinders voor de tapijten gemaakt. De schatten werden op 3 september 1939 geëvacueerd. Tijdens de Duitse bezetting van Polen werd het kasteel gebruikt door gouverneur-generaal Hans Frank.
Het kasteel is in 1978 op de Werelderfgoedlijst gezet en is sinds dat jaar weer in gebruik als Nationaal Museum.

## Bouwwerken
- Sint-Felix en Adaukt Rotonde (10/11e eeuw)
- Toren van Jordanka (14e eeuw)
- De Deense Toren (14e eeuw)
- Kurza Stopka (14e eeuw)
- Poort van Bartolommeo Berrecci (16e eeuw)
- Toren van Sigismund III (17e eeuw)
- Toren van Jan III Sobieski (17e eeuw)

## Koninklijke schatten

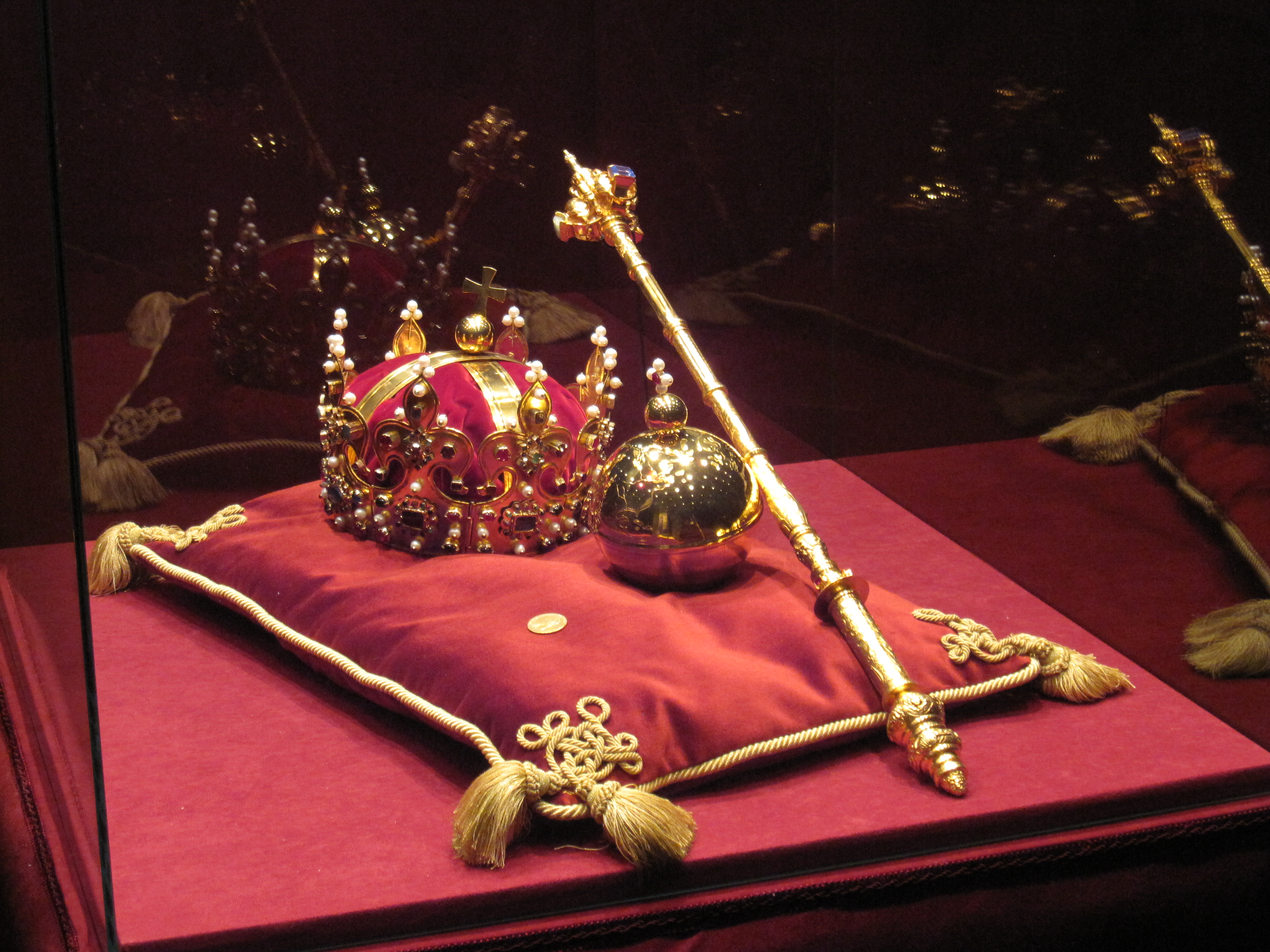
Replica-kroonjuwelen van Bolesław I van Polen

De Poolse koninklijke schatten die de plunderingen hebben overleefd worden in de historische gotische ruimtes van het kasteel tentoongesteld. Deze ruimtes zijn vanouds al gebruikt als schatkamers. De artefacten bestaan o.a. uit het kroningszwaard 'Szczerbiec' en het zwaard dat door paus Innocentius XI aan Jan III Sobieski is geschonken voor zijn verdiensten in het Beleg van Wenen.

## Invloeden op andere bouwwerken

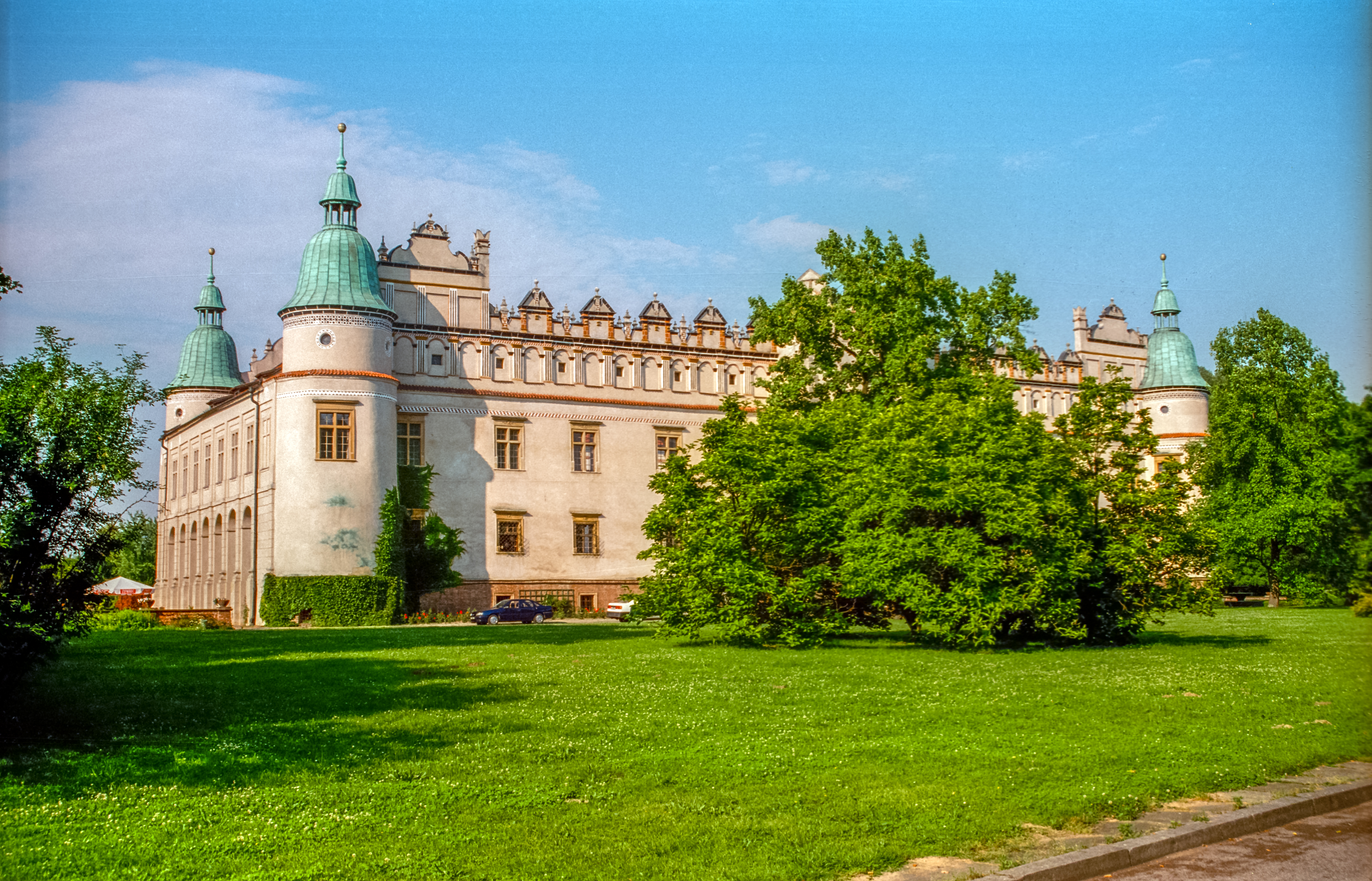
Kasteel van Baranów Sandomierski

De Italiaanse hofarchitect Santi Gucci werd in zijn ontwerp van het Kasteel van Baranów Sandomierski sterk beïnvloed door het kasteel op de Wawel. Daarnaast is een zuilfragment van het kasteel opgenomen in de constructie van de Tribune Tower in Chicago.

## Bewoners

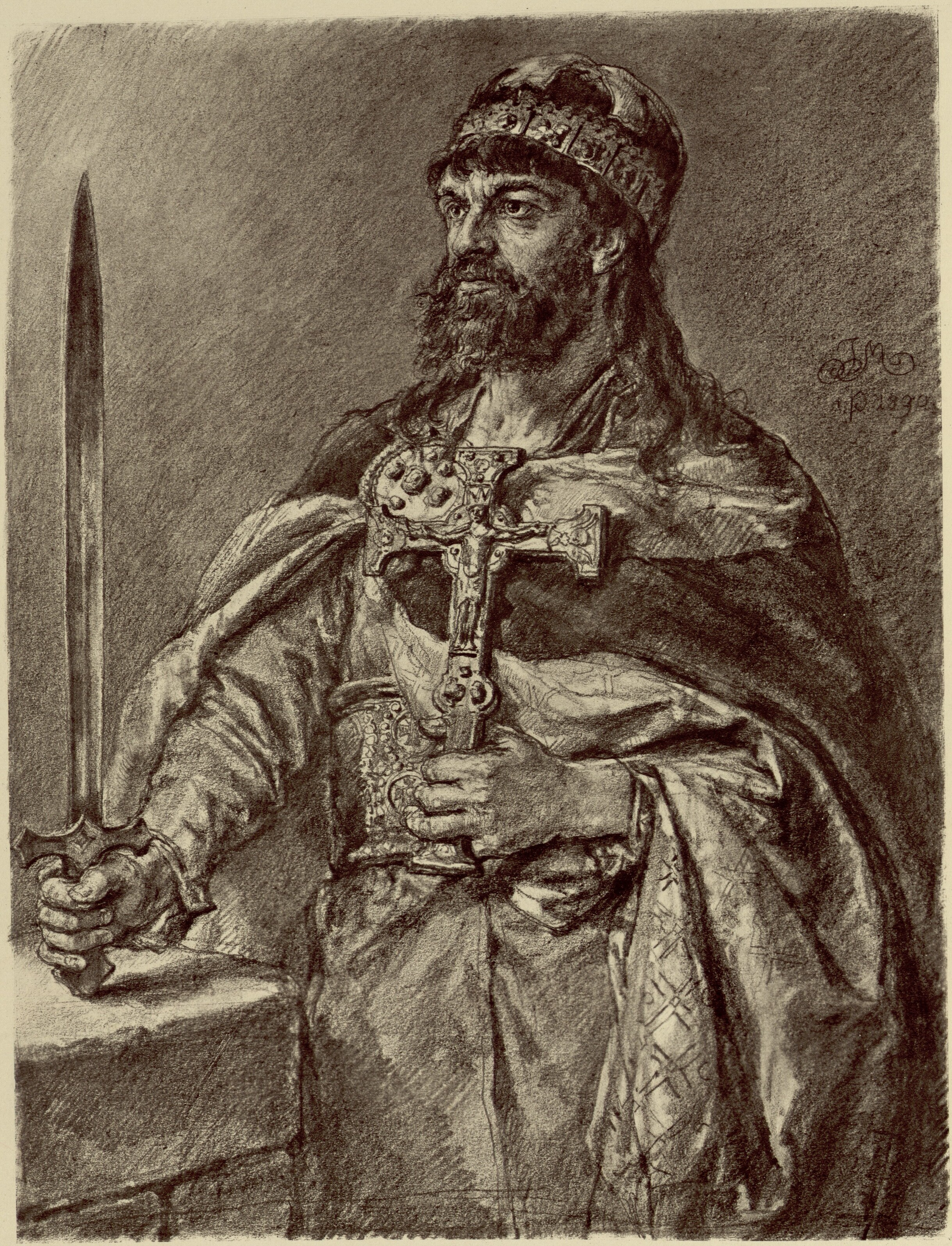
Mieszko I
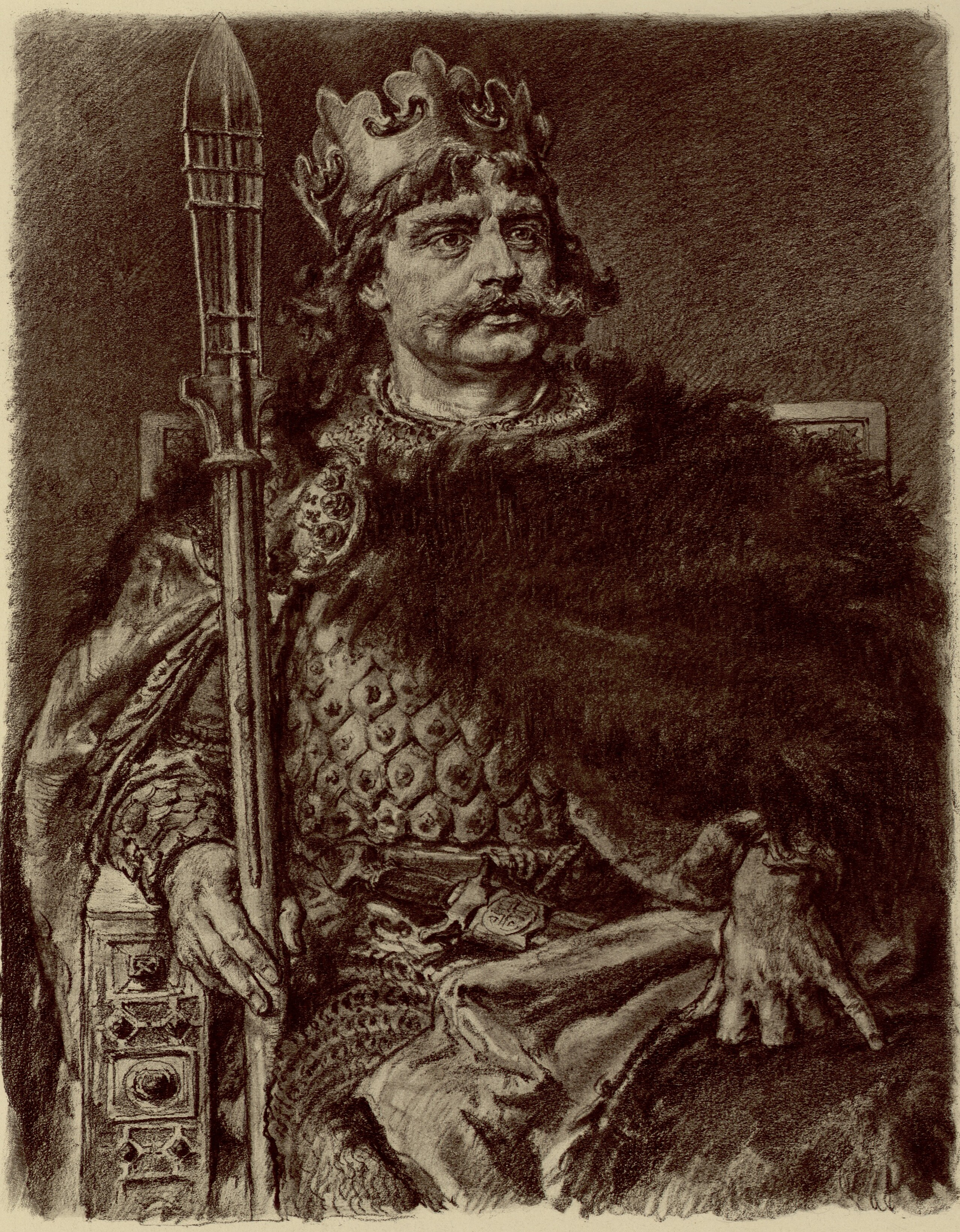
Bolesław I van Polen
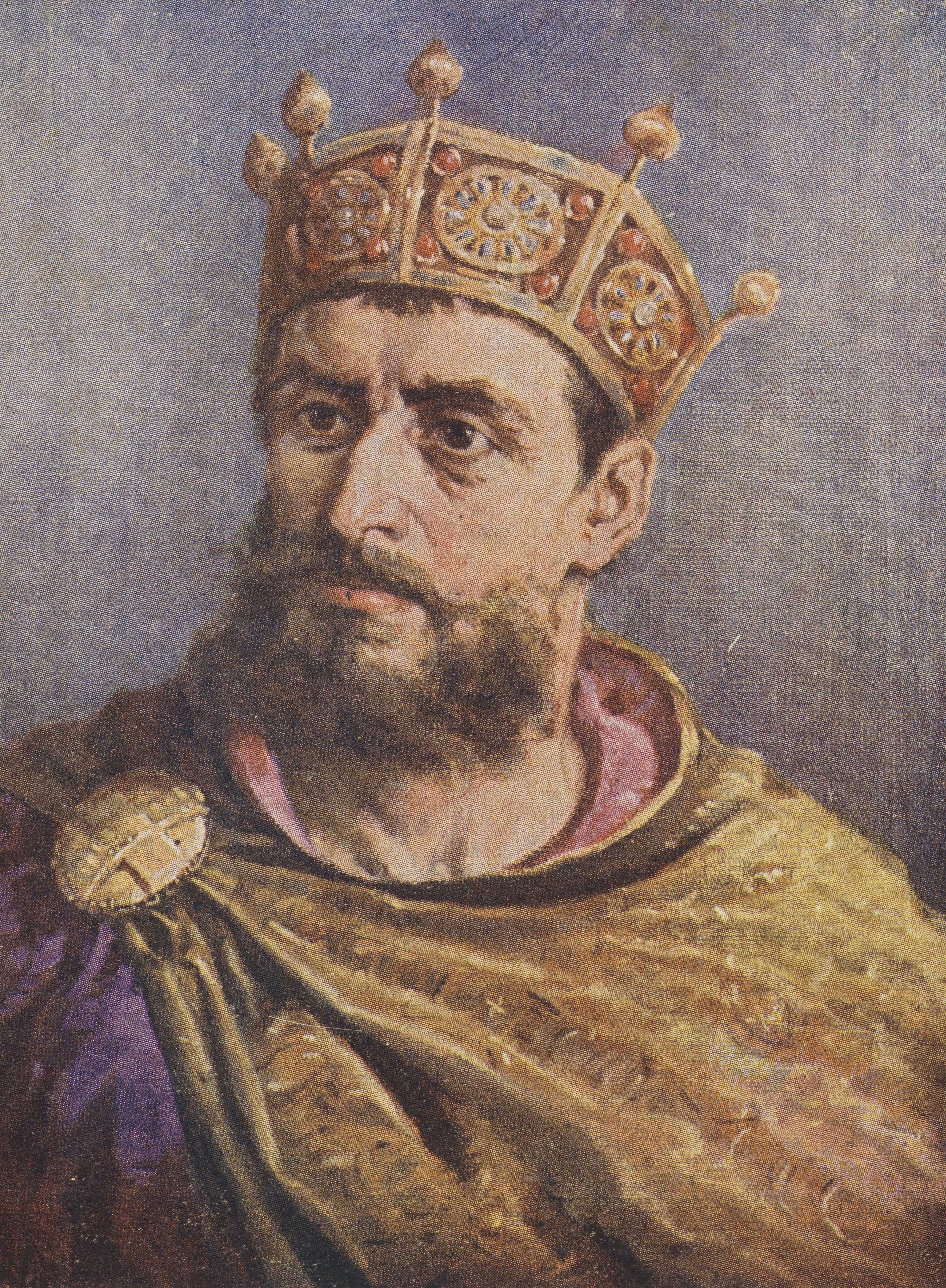
Mieszko II Lambert van Polen
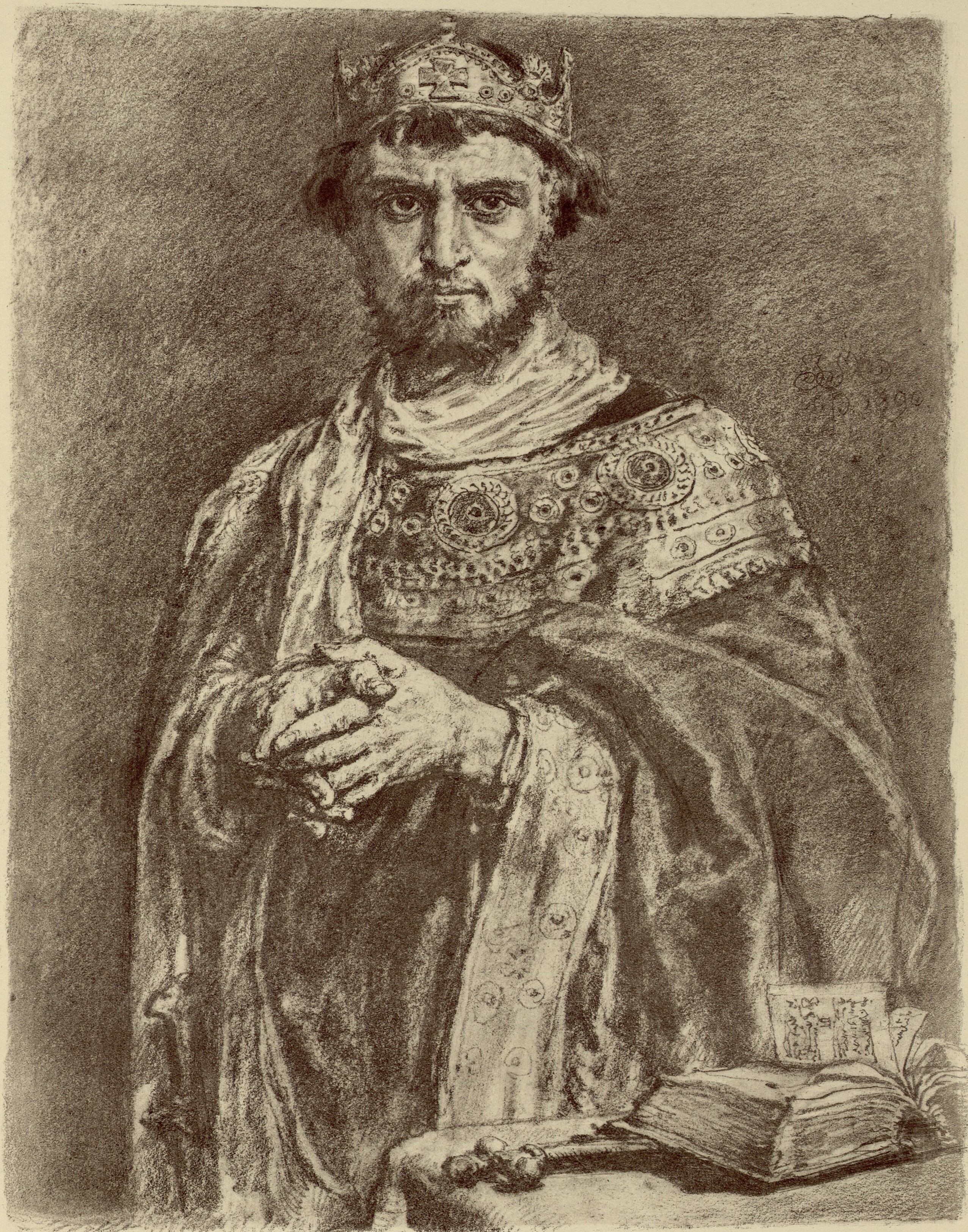
Casimir I van Polen
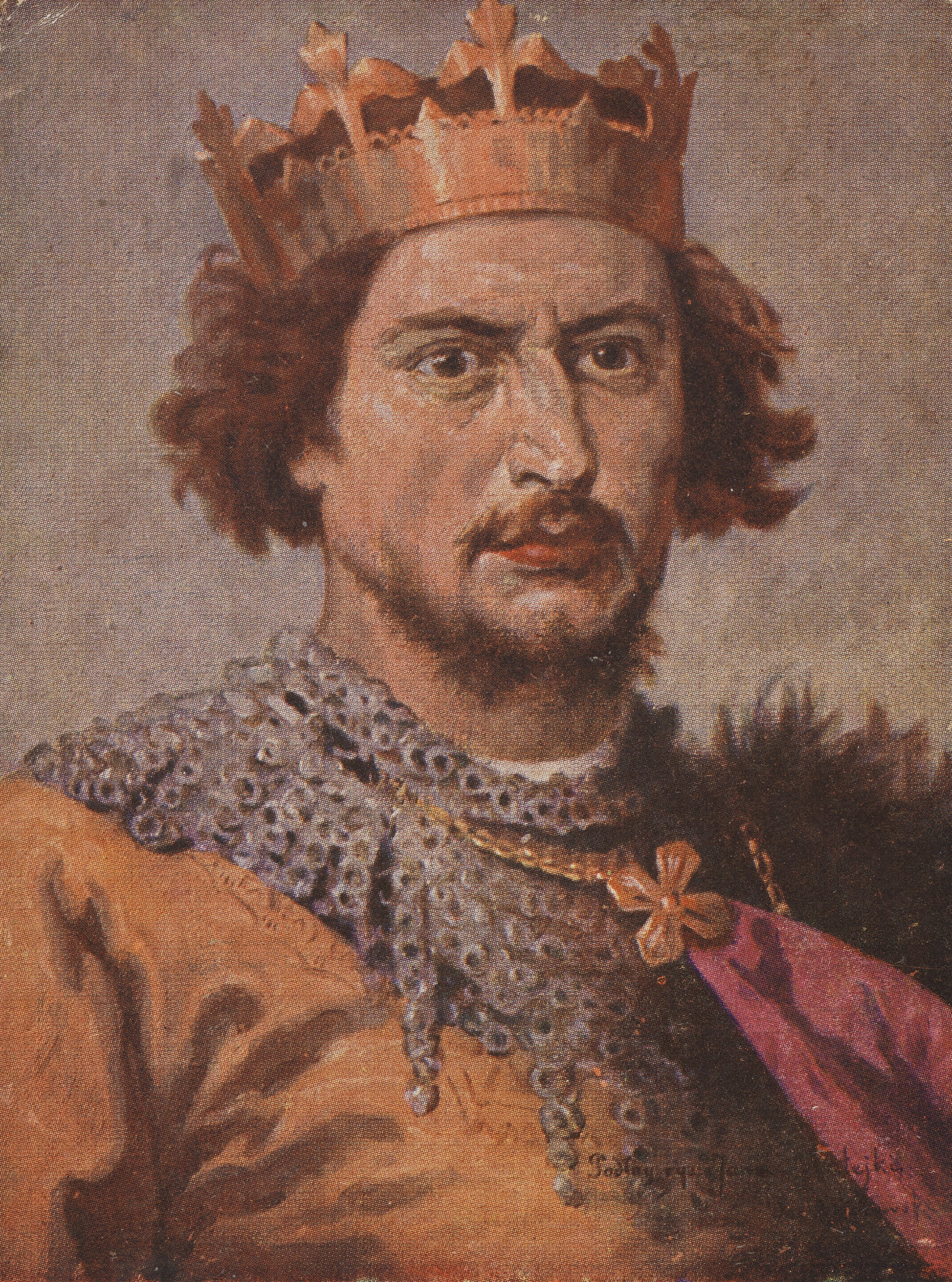
Bolesław II van Polen
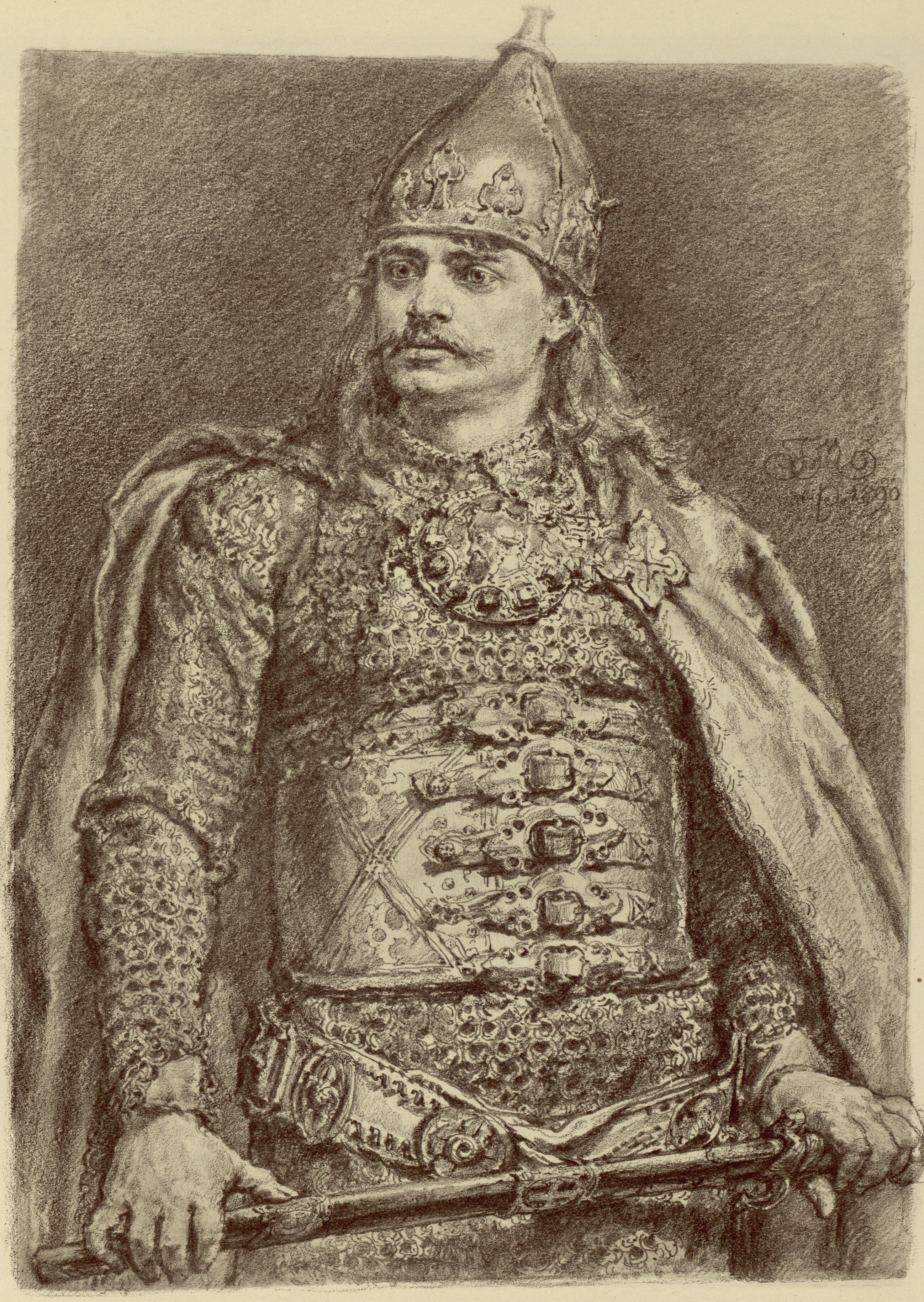
Bolesław III van Polen
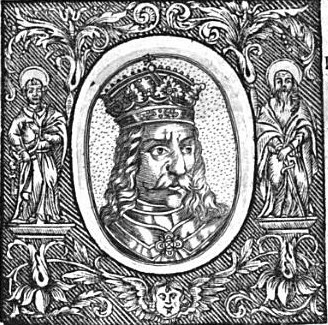
Wenceslaus I van Polen
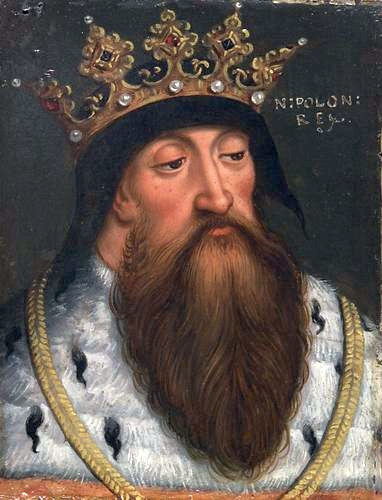
Wladislaus de Korte
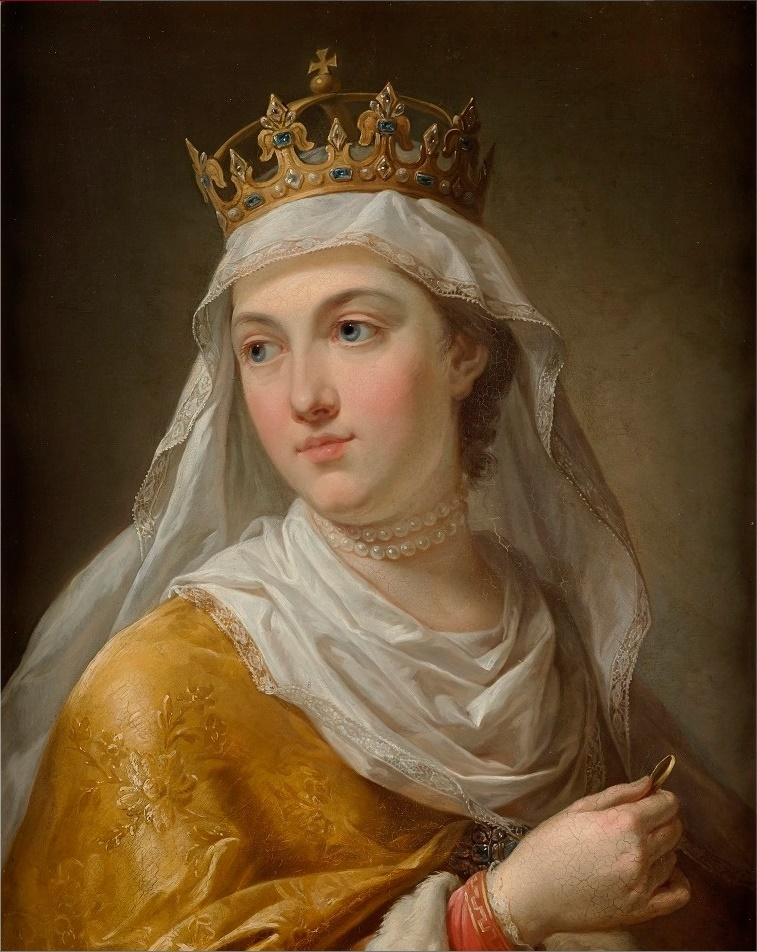
Hedwig van Polen
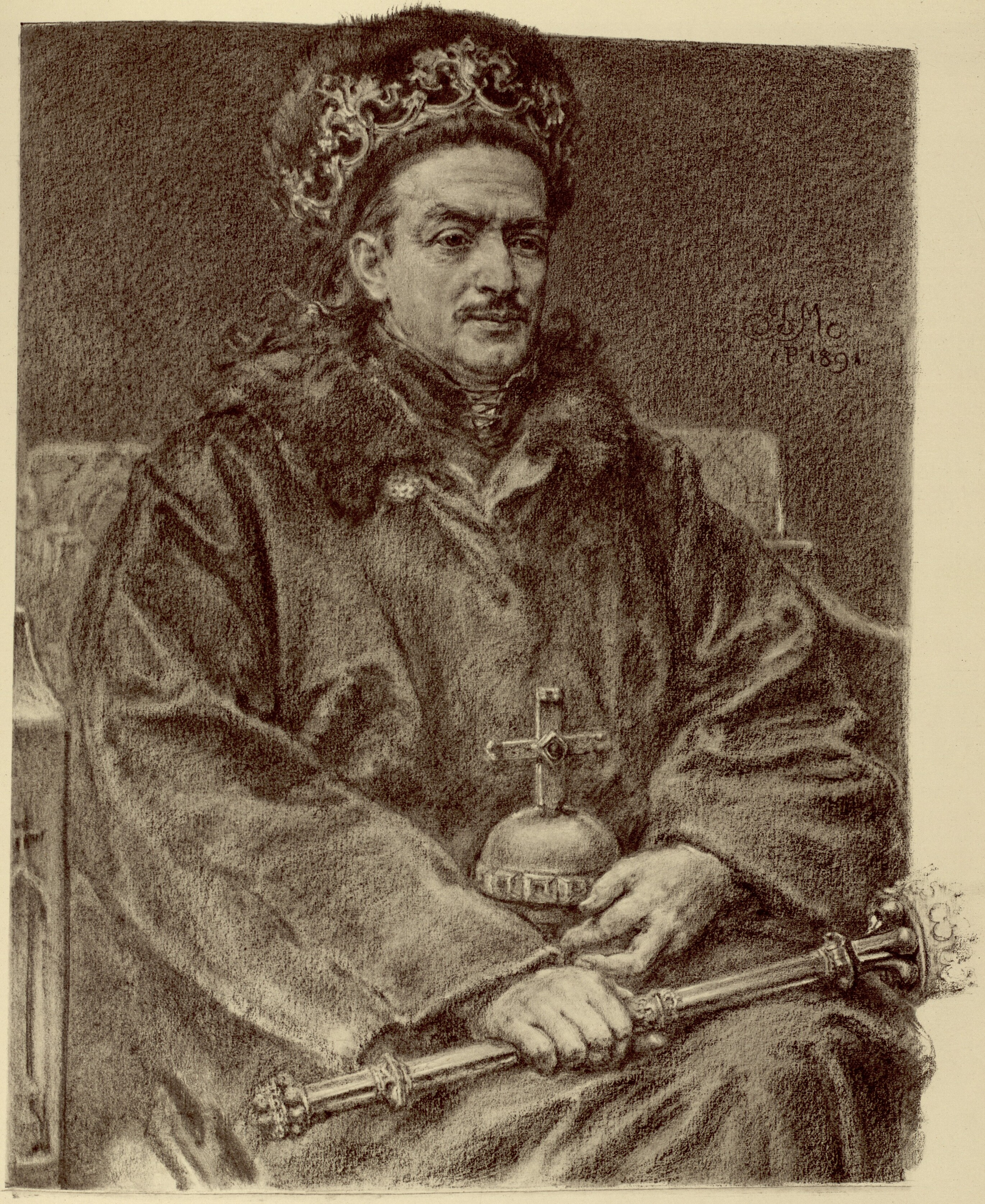
Casimir IV van Polen
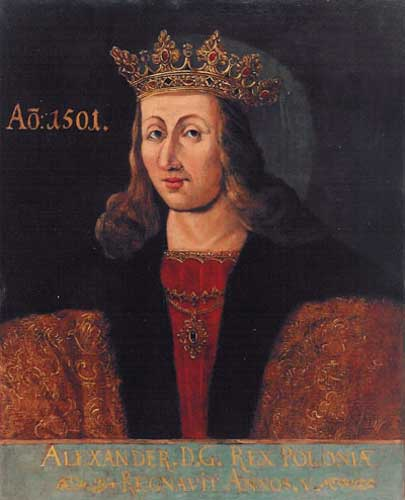
Alexander van Polen
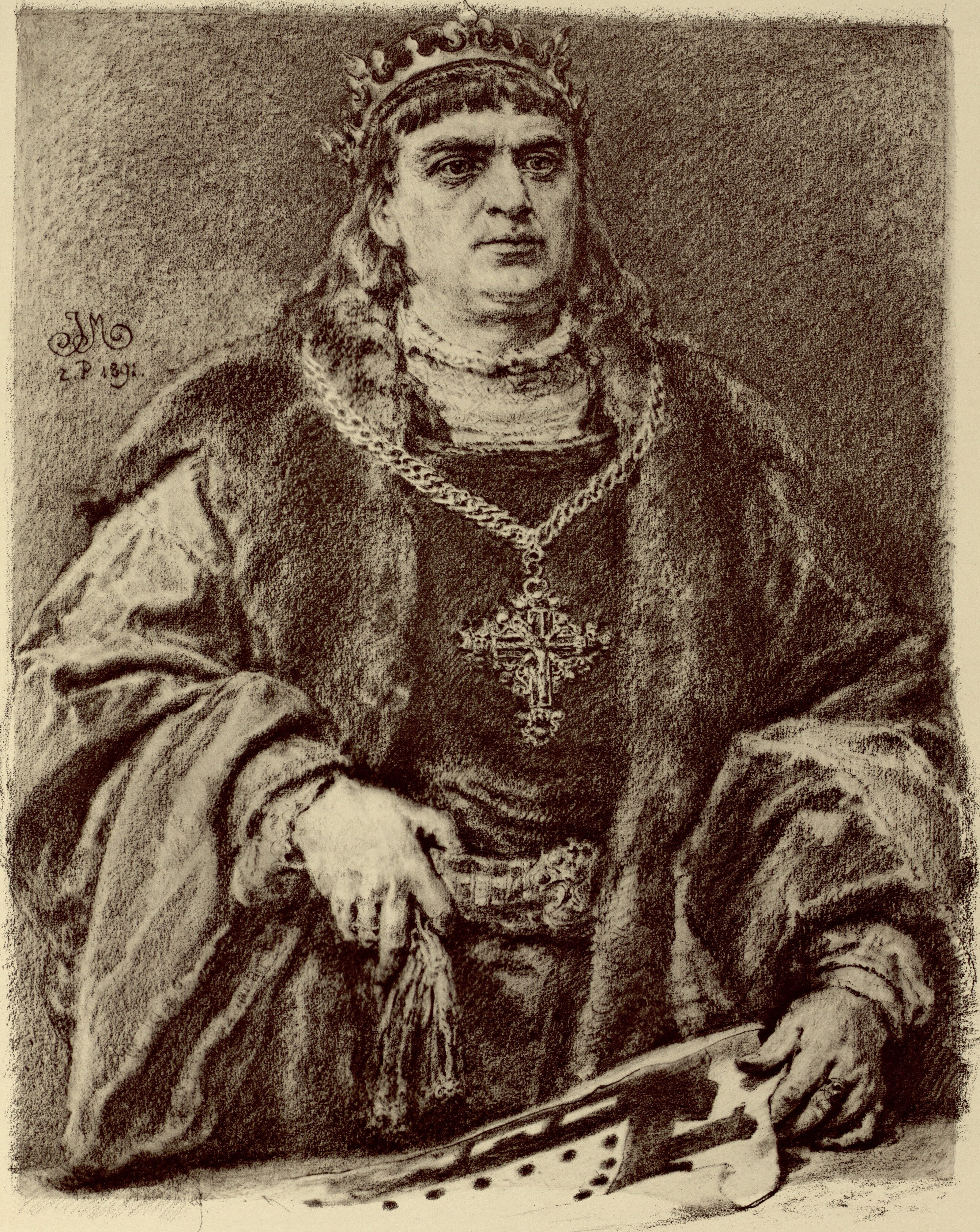
Sigismund I van Polen
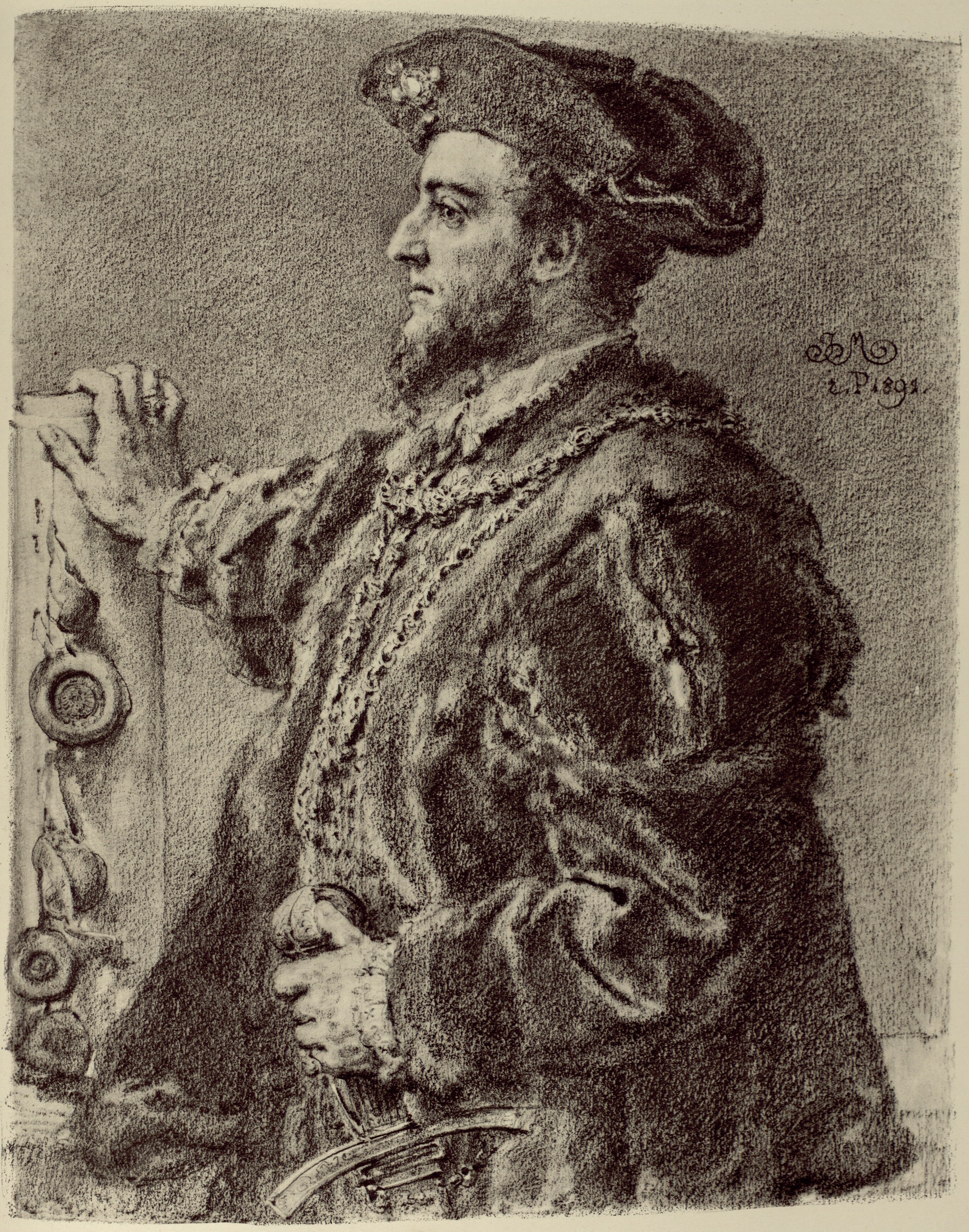
Sigismund II August van Polen
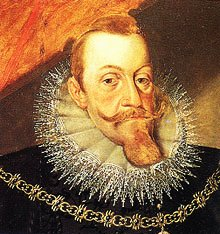
Sigismund III van Polen

## Galerij

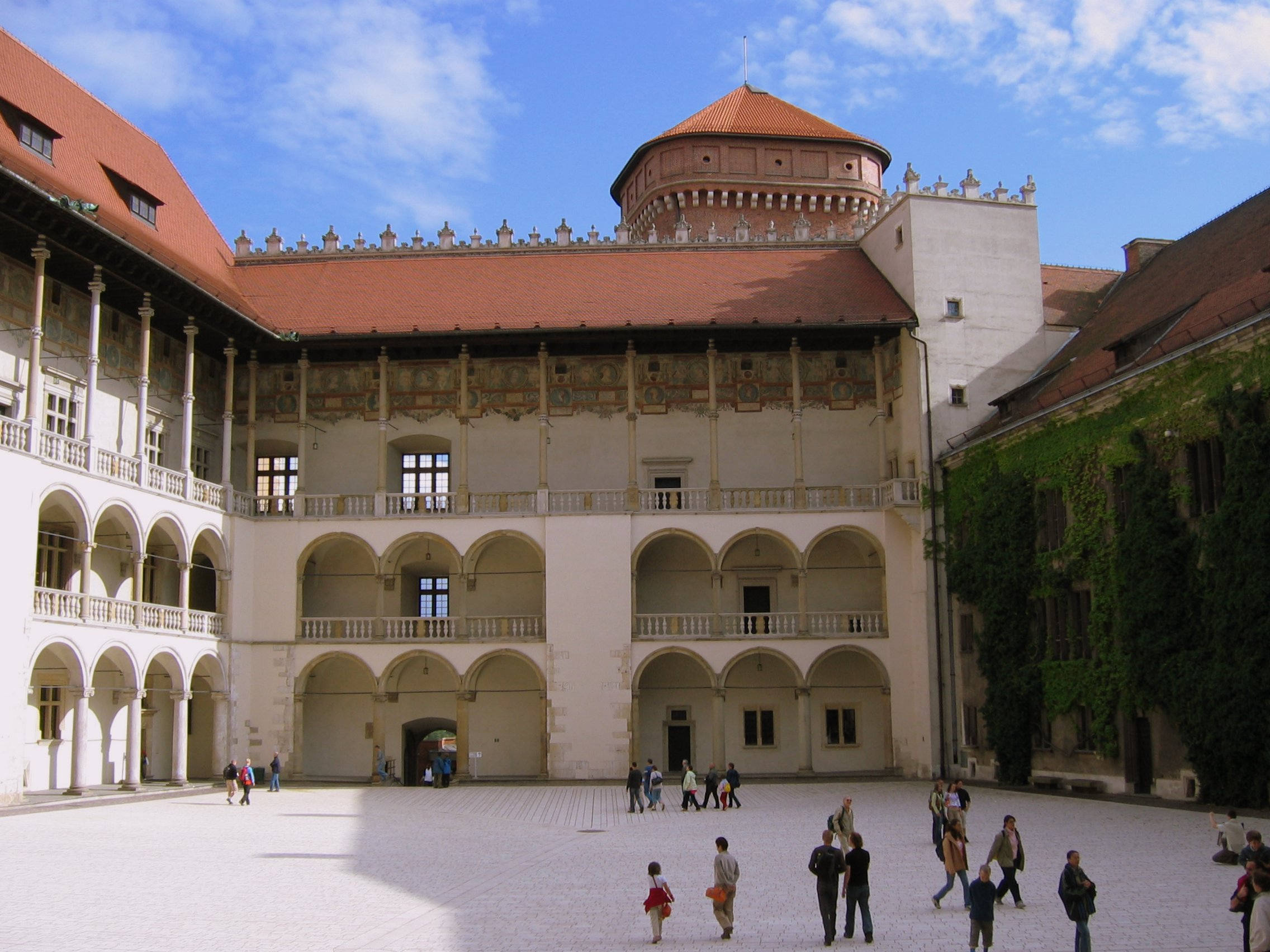
De binnenplaats
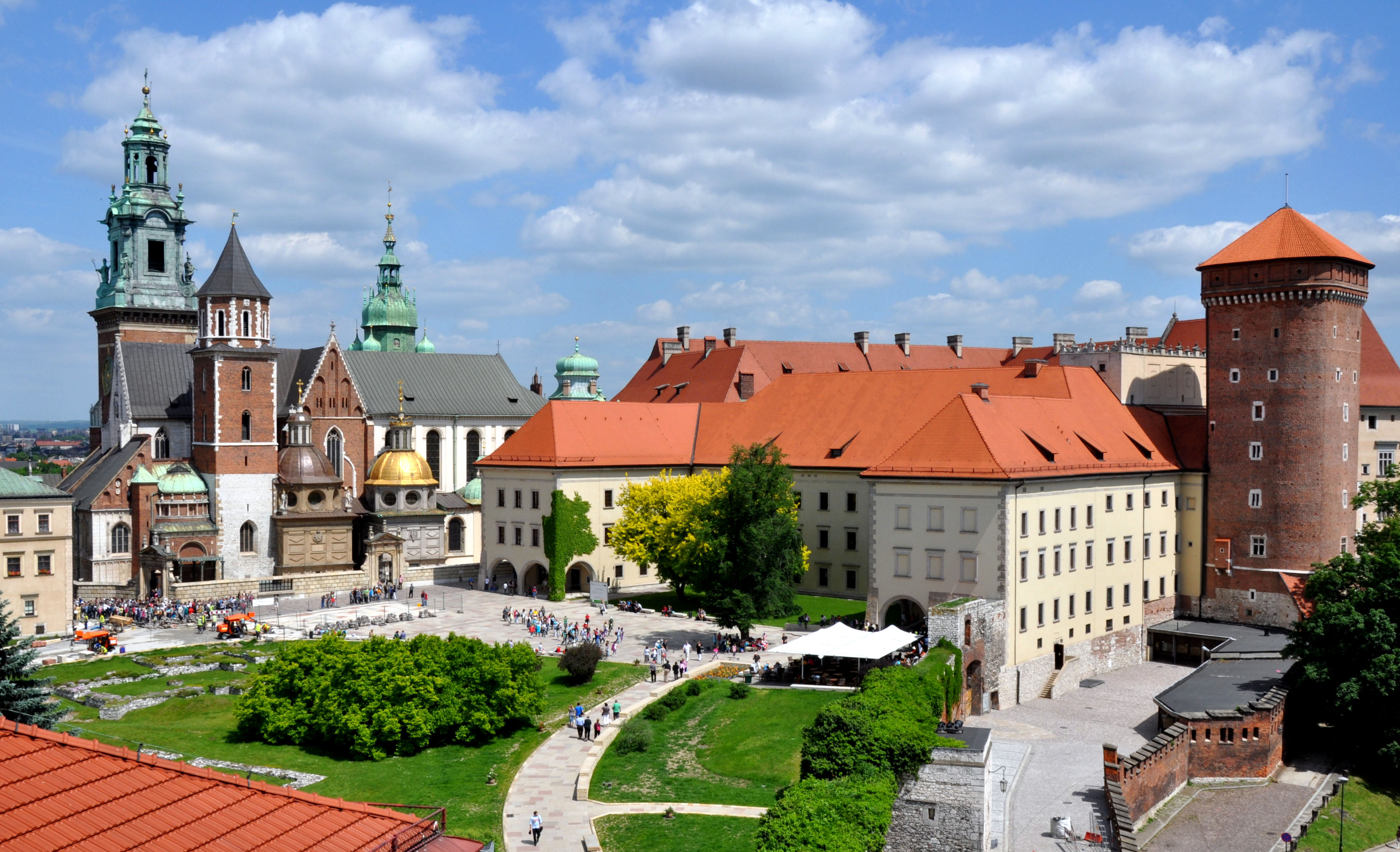
Overzicht van het kasteel
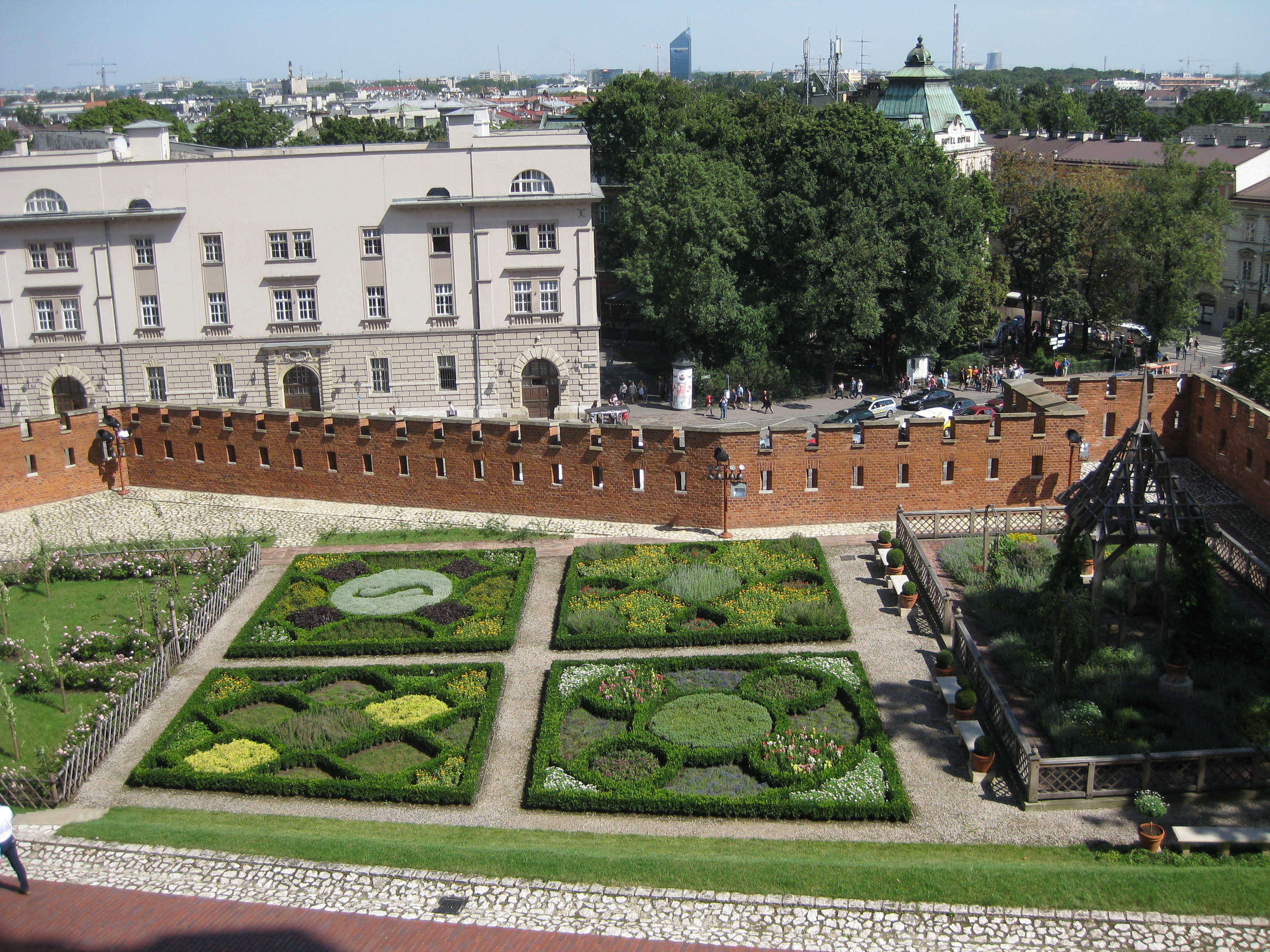
Koninklijke tuin
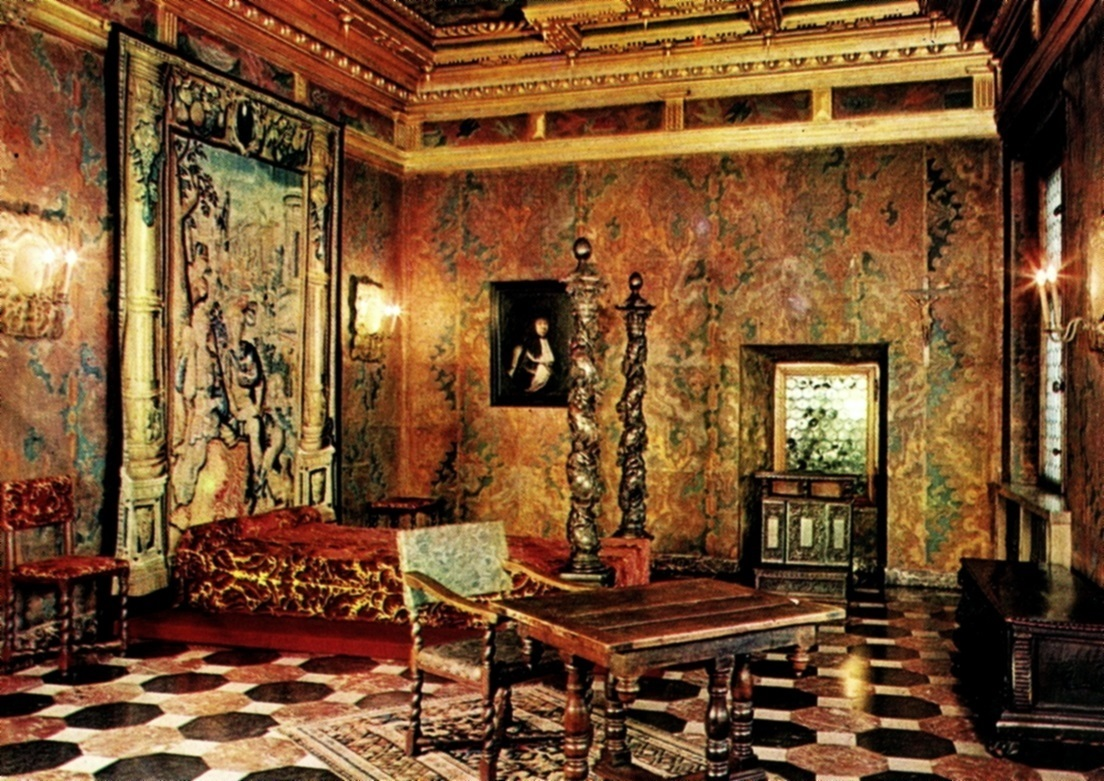
Slaapkamer van Vasa
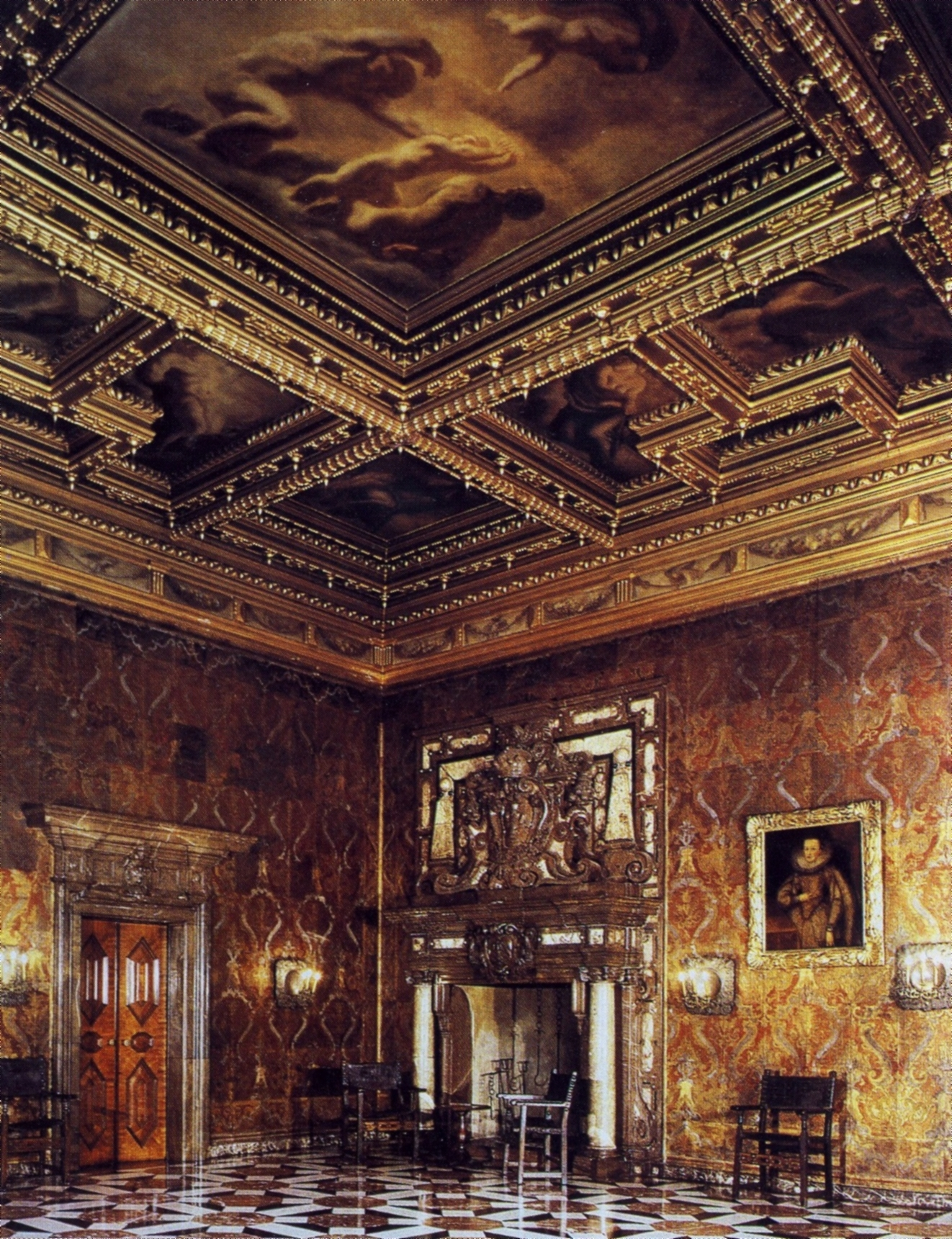
De Vogelzaal
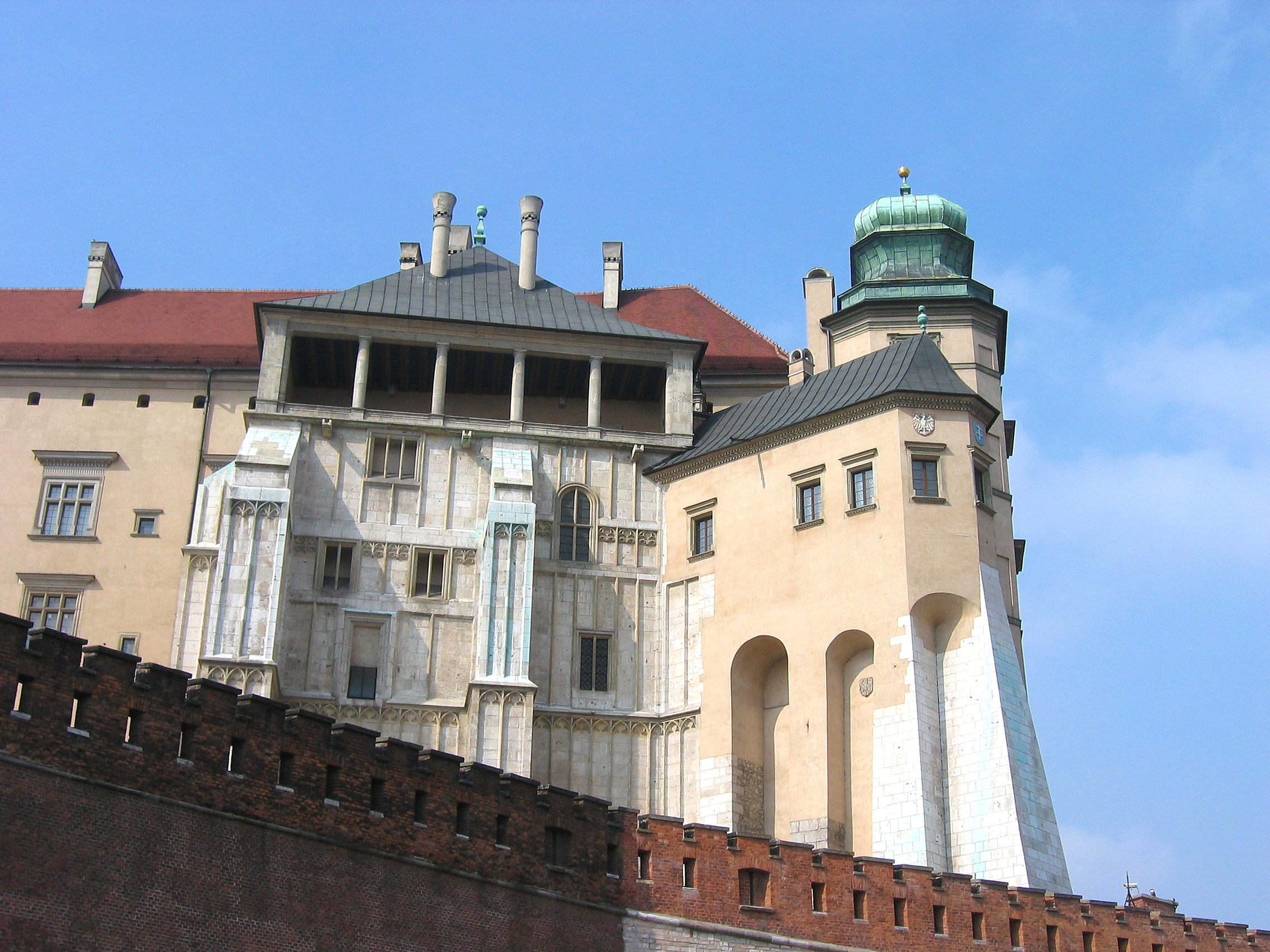
De Gotische 'Kurza Stopka'

Belvedèrepaleis · Kasteel Będzin · Bobolice · Chęciny ·  Groene Poort · Koninklijk Kasteel (Warschau) · Lublin · Łazienkipaleis · Łęczyca · Slot Mariënburg · Marywil · Myślewicki-paleis · Niepołomice · Nowy Sącz · Ogrodzieniec · Kazimierzpaleis ·Paleis onder het blikken dak · Piotrków Trybunalski · Koninklijk Paleis (Poznań) · Sandomierz · Sanok · Saksisch Paleis · Tykocin · Ujazdówkasteel · Wawel · Wilanówpaleis
- Gemeinsame Normdatei: 2017359-3
- International Standard Name Identifier: 0000 0001 0946 4571
- Library of Congress Control Number: n79135471
- Nationale Bibliotheek van Israël: 987007266371505171
- Nationale Bibliotheek van Polen: a0000002040061
- Virtual International Authority File: 312997222

Historisch centrum van Krakau · Koninklijke Wieliczka- en Bochnia-zoutmijnen · Auschwitz-Birkenau: Duits naziconcentratie- en -vernietigingskamp · Woud van Białowieża · Historisch centrum van Warschau · Oude stad Zamość · Middeleeuwse stad Toruń · Kasteel van de Duitse ridderorde in Malbork · Kalwaria Zebrzydowska: maniëristisch architectuur-en parklandschapcomplex en bedevaartspark · Vredeskerken in Jawor en Świdnica · Houten kerken van zuidelijk Małopolska · Muskauer Park / Park Muzakowski · Hala Stulecia in Wrocław · Houten tserkva's van de Karpaten in Polen en Oekraïne· Lood-zilver-zinkmijn van Tarnowskie Góry en haar ondergrondse waterbeheersysteem · Prehistorische mijnstreek van gestreepte vuursteen van Krzemionki · Oude en voorhistorische beukenbossen van de Karpaten en andere regio's van Europa